# Zitronenpfeffer

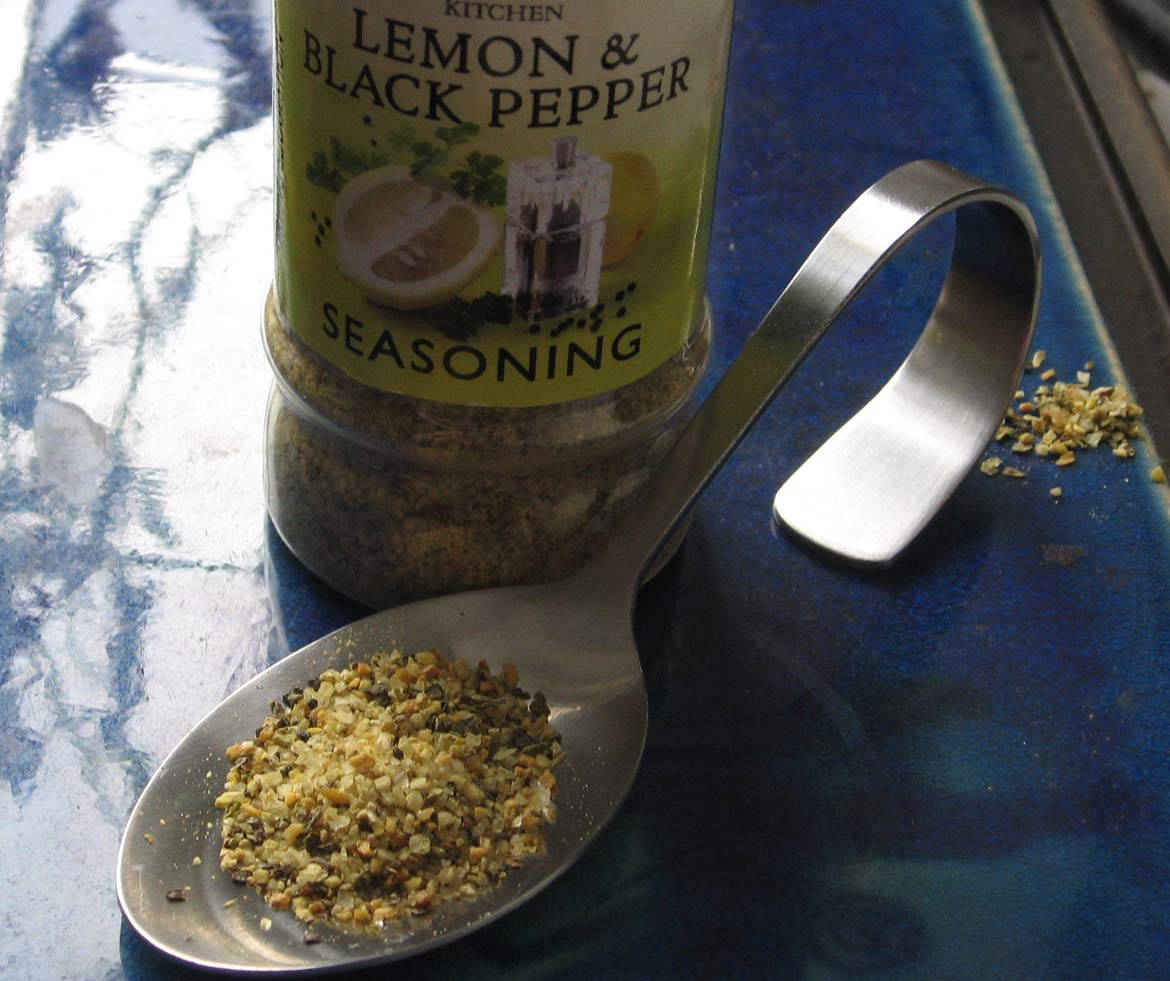
Zitronenpfeffer-Würzsalz, wie es in Südafrika erhältlich ist

Zitronenpfeffer ist eine Gewürzmischung aus geschroteten Pfefferkörnern und granulierter Zitronenschale. Er ist nicht zu verwechseln mit dem indonesischen Zitronenpfeffer von Zanthoxylum acanthopodium, einer Sorte des Szechuanpfeffers.
Bei der Herstellung werden Pfefferkörner und Zitronenschale vermischt, damit der Pfeffer das Zitrusöl aufnimmt, anschließend wird die Mischung gebacken und getrocknet und kann dann als Würzmittel verwendet werden. Kommerziell erhältlicher Zitronenpfeffer ist allerdings meist keine solche Gewürzmischung, sondern ein Gewürzsalz, das neben Pfeffer und Zitrone als Hauptzutat Salz enthält und oft auch noch andere Zusätze, wie Knoblauch, Kräutermischungen, Zucker, Glutamat, Kurkuma, Aroma und Ähnliches. Zitronenpfeffer kann auch selbst hergestellt werden.
Ursprünglich wurde er hauptsächlich zur Würzung von Fischgerichten verwendet, er passt aber auch gut zu Huhn, Salaten, Kartoffeln und Tomaten.